# Dirka po Zgornji Avstriji
Dirka po Zgornji Avstriji (uradno nemško Oberösterreich Rundfahrt) je moška etapna kolesarska dirka, ki poteka po avstrijski zvezni deželi Zgornji Avstriji. Prvič je potekala leta 1998 pod imenom Internationale Friedens- und Freundschaftstour, od leta 2008 se je imenovala Internationale 3-Länder Tour Linz-Passau-Budweis, od leta 2010 pa poteka pod aktualnim imenom in je del UCI Europe Toura kot dirka razreda 2.2. Prvi zmagovalec je postal Tadej Valjavec, najuspešnejši kolesar v zgodovini dirke pa je Stephan Rabitsch s tremi zmagami.

## Zmagovalci
| Leto                                             | Zmagovalec                                     | Drugi                                          | Tretji                                         |
| Internationale Friedens- und Freundschaftstour   | Internationale Friedens- und Freundschaftstour | Internationale Friedens- und Freundschaftstour | Internationale Friedens- und Freundschaftstour |
| ------------------------------------------------ | ---------------------------------------------- | ---------------------------------------------- | ---------------------------------------------- |
| 1998                                             | Tadej Valjavec                                 | Antonio Rizzi                                  | Benoît Volery                                  |
| 1999                                             | Jos Lucassen                                   | Steven Kleynen                                 | Martin Derganc                                 |
| 2000                                             | Torsten Hiekmann                               | Ralph Scherzer                                 | Uroš Silar                                     |
| 2001                                             | Philippe Gilbert                               | Christian Pfannberger                          | Ben Thaens                                     |
| 2002                                             | Stefan Rucker                                  | Rory Sutherland                                | Pierre Therville                               |
| 2003                                             | Thomas Dekker                                  | Vincenzo Nibali                                | Andreas Matzbacher                             |
| 2004                                             | Martin Riška                                   | Jan Faltýnek                                   | Werner Riebenbauer                             |
| 2005                                             | Paul Crake                                     | Markus Eibegger                                | Jakub Kratochvíla                              |
| 2006                                             | Markus Eibegger                                | Michael Pichler                                | Bauke Mollema                                  |
| 2007                                             | Marcel Siegfried                               | Hans Peter Obwaller                            | Petr Benčík                                    |
| Internationale 3-Länder Tour Linz-Passau-Budweis |                                                |                                                |                                                |
| 2008                                             | Markus Eibegger                                | Florian Frohn                                  | Jan Bárta                                      |
| 2009                                             | Raymond Künzli                                 | David Rösch                                    | Martin Schoffmann                              |
| Dirka po Zgornji Avstriji                        |                                                |                                                |                                                |
| 2010                                             | Leopold König                                  | Stanislav Kozubek                              | Kristijan Đurasek                              |
| 2011                                             | Petr Benčík                                    | Erik Hoffmann                                  | Reto Hollenstein                               |
| 2012                                             | Robert Vrečer                                  | Martin Schoffmann                              | Riccardo Zoidl                                 |
| 2013                                             | Riccardo Zoidl                                 | Markus Eibegger                                | Jakub Kratochvíla                              |
| 2014                                             | Patrick Konrad                                 | Gregor Mühlberger                              | Paweł Cieślik                                  |
| 2015                                             | Gregor Mühlberger                              | Marcel Meisen                                  | Víctor de la Parte                             |
| 2016                                             | Stephan Rabitsch                               | Nick Schultz                                   | Markus Eibegger                                |
| 2017                                             | Stephan Rabitsch                               | Riccardo Zoidl                                 | Markus Eibegger                                |
| 2018                                             | Stephan Rabitsch                               | Riccardo Zoidl                                 | Patrick Schelling                              |
| 2019                                             | Jannik Steimle                                 | Stephan Rabitsch                               | Markus Hoelgaard                               |
| 2020                                             | odpovedano zaradi pandemije covid-19           | odpovedano zaradi pandemije covid-19           | odpovedano zaradi pandemije covid-19           |
| 2021                                             | Alexis Guérin                                  | Riccardo Zoidl                                 | Michal Schlegel                                |
| 2022                                             | Rainer Kepplinger                              | Alexis Guérin                                  | Johannes Staune-Mittet                         |
| 2023                                             | Luca Vergallito                                | Óscar Cabedo                                   | Martin Messner                                 |
| 2024                                             | Adrien Maire                                   | Riccardo Zoidl                                 | Aaron Dockx                                    |
| 2025                                             | Edgar David Cadena                             | Jannis Peter                                   | Mattia Gaffuri                                 |